# WWF
A WWF (World Wide Fund for Nature, magyarul Természetvédelmi Világalap) a világ legnagyobb civil természetvédelmi szervezete, amely 97[forrás?] országban tevékenykedik, tagsága meghaladja a 4,7 millió főt.

## Története

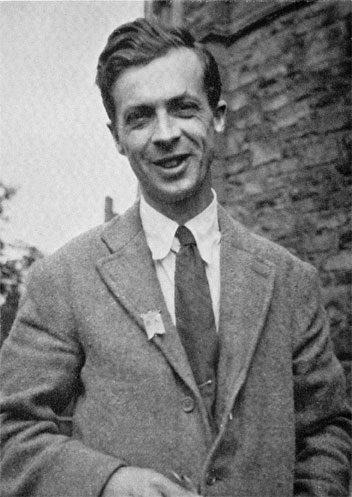
Sir Julian Huxley, a WWF egyik alapítója

### Alapítása
1961. április 29.-én alakult meg  Vadvédelmi Világalap World Wildlife Fund néven (Észak-Amerikában ma is ez a hivatalos elnevezése). Megalakulásának közvetlen előzménye Sir Julian Huxley kelet-afrikai útja volt, melynek során a biológus Afrika élővilágának nagymértékű csökkenésével szembesült. A szervezet alapítói közé tartozott Sir Peter Scott, a Wildfowl Trust alapítója, a híres sarkkutató (Robert Falcon Scott) fia, Luc Hoffman, Max Nicholson, a Brit Természetvédelmi Hivatal főigazgatója és Guy Mountfor, egy nemzetközi reklámügynökség vezetője, aki amatőr ornitológus is volt. Ezen kívül az UNESCO és az IUCN (Nemzetközi Természetvédelmi Unió) vezetői a kezdeményezés mellé álltak. Az első irodájuk egy svájci kisvárosban, Morges-ben nyílt meg ugyanazon év szeptember 11.-én.

### Alapító tagjai
- Julian Huxley - brit biológus, 1946-1948-ig az UNESCO főigazgatója
- Victor Stolan - brit üzletember, a WWF pénzügyi stratégiájának kidolgozója
- Luc Hoffmann - svájci zoológus és unokája Fritz Hoffmann-La Roche
- Max Nicholson - ornitológus
- Peter Markham Scott - ornitológus
- Guy Mountfort - ornitológus
- Prince Bernhard of Lippe-Biesterfeld - a WWF elnöke 1962–1976-ig

### Céljai
A WWF céljai közé tartozik a biológiai sokféleség megőrzése, a környezetszennyezés csökkentése és a fenntartható fejlődés elősegítése. A szervezet számára ezért kiemelten fontos az olyan ökorégiók megőrzése, melyek a biológiai sokféleség megőrzése szempontjából különösen jelentősek, ezek közé tartoznak az erdők, az édesvizek, valamint az óceánok. Céljaik megvalósításához sokféle eszközt használnak, ezek közé tartozik a terepi aktivitás, a politikai érdekérvényesítés, különböző figyelemfelkeltő kampányok.
"Célkitűzéseink sosem voltak világosabbak: az éghajlatváltozás mérséklése, a mérgező hatású szennyező anyagok csökkentése, édesvizeink és az óceánok védelme, az erdőirtások megállítása és a vadon élő állatfajok védelme."

### Munkája

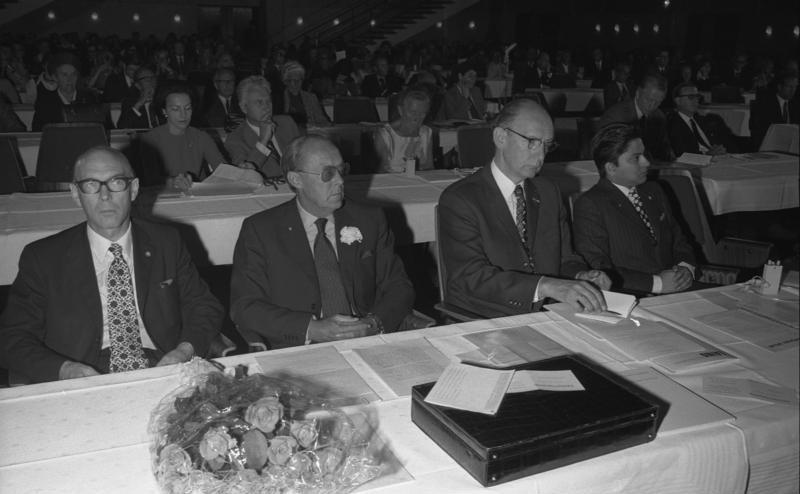
WWF konferencia Bonnban, 1973. október 5-én

A hatvanas években a WWF tevékenykedett a Galapagos-szigetek élővilágának megmentéséért, ekkor kezdődött el a jávai orrszarvú védelmi program, az arábiai oryx visszatelepítési program és a spanyolországi Coto Donana védett területté nyilvánítása.
A hetvenes években indították el a tigrisvédelmi programjukat, a WWF támogatásával jött létre a Ramsari egyezmény, a nemzetközi jelentőségű vadvizek védelmére. A hetvenes években kapcsolódott be a WWF a CITES nemzetközi egyezmény megfogalmazásába, mely a veszélyeztetett vadon élő állat és növényfajok védelmét tűzte ki céljául. Ezen kívül ebben az évtizedben írta alá az öt északi-sarki állam a Nemzetközi Jegesmedve Egyezményt.
A nyolcvanas években kezdődött meg a WWF óriáspanda védelmi programja, valamint ebben az évtizedben indult el a Botanikus Kertek Természetvédelmi Stratégiája, melynek célja a botanikus kertek nemzetközi hálózatának kiépítése volt. Az 1986-os 25 éves jubileumára a WWF nemzetközi konferenciát szervezett, melynek során megállapodtak az öt világvallás képviselőivel, így szövetségre lépett a vallás és a természetvédelem.
A kilencvenes években a WWF főképp lobbitevékenységet folytatott, munkájuk eredményeképp jött létre számos nemzetközi egyezmény, többek között a Biodiverzitás Védelmi Egyezmény, a Kiotói egyezmény és a Stockholmi egyezmény. Kidolgozták a fenntartható erdőgazdálkodás (FSC) és a tengeri gazdálkodás (MSC) minősítő rendszerét. A WWF eddig több, 300 országos és nemzetközi jelentőségű védett terület kialakításában vett részt, számos fajt mentett meg a kihalástól.

### Elnökei

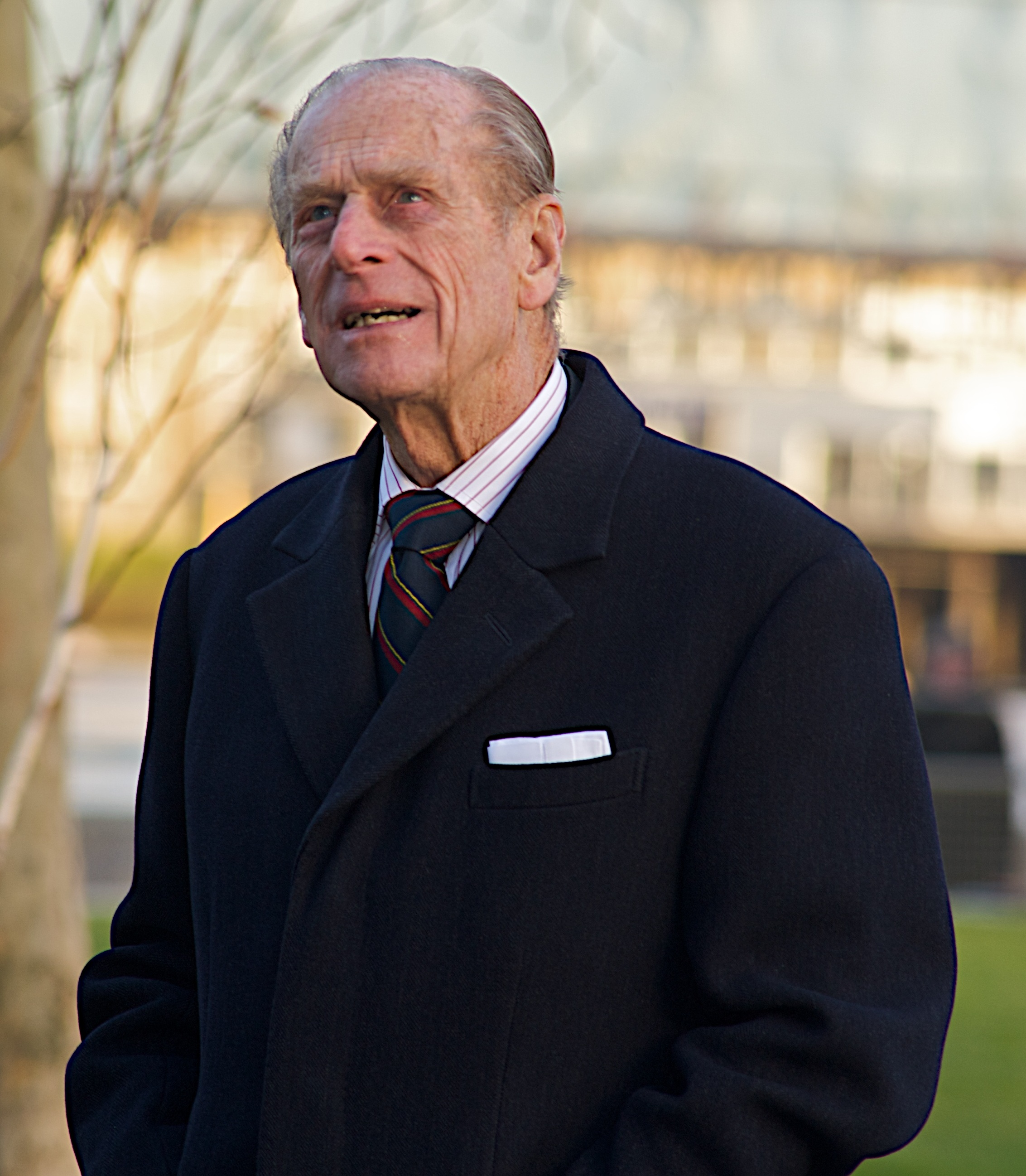
Fülöp edinburgh-i herceg 2008-ban

A WWF elnökei az 1962-es alapítástól napjainkig:
| Év          | Elnök neve                           |
| ----------- | ------------------------------------ |
| 1962 – 1976 | Prince Bernhard of Lippe-Biesterfeld |
| 1976 – 1981 | John H. Loudon                       |
| 1981 – 1996 | Fülöp edinburgh-i herceg             |
| 1996 – 1999 | Syed Babar Ali                       |
| 2000        | Ruud Lubbers                         |
| 2000 - 2001 | Sara Morrison                        |
| 2001 - 2010 | Emeka Anyaoku                        |
| 2010 - 2017 | Yolanda Kakabadse                    |
| 2018 -      | Pavan Sukhdev                        |

## Tevékenysége, kampányai

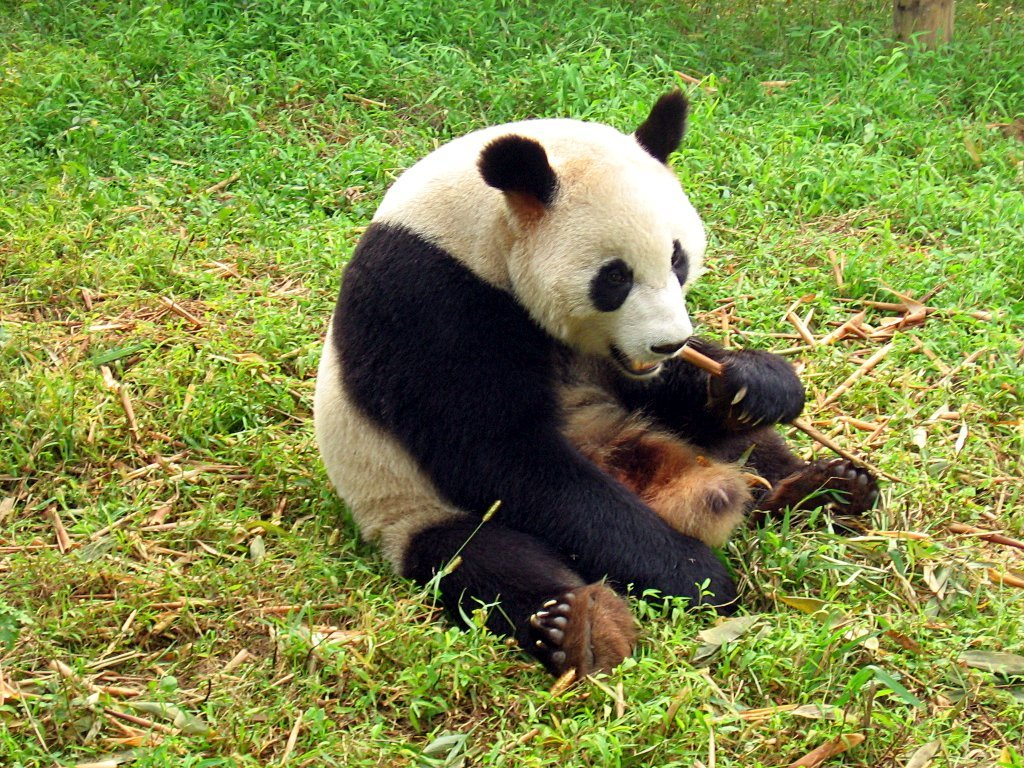
Óriáspanda - a szervezet jelképe, veszélyeztetett faj

### Édesvizek védelméért
A WWF programjai között az édesvízi ökoszisztémák és az óceánok kiemelt fontossággal bírnak. Külön programot dolgoztak ki a Nagy-korallzátony megőrzésére, illetve a Földön valaha élt legnagyobb faj, a kékbálna védelmére. Az édesvíz védelmi program célja, hogy az édesvízi élőhelyek világszerte védelem és fenntartható kezelés alá kerüljenek.

### Az erdőprogram
Az erdők a világ szárazföldi biológiai sokféleségének 2/3-a számára nyújtanak otthont, köztük olyan veszélyeztetett fajoknak, mint a gorilla, az orangután, a tigrisek és a panda. Ezen életközösség fennmaradását az illegális fakitermelés, az erdőtüzek, a gazdasági célú ültetvények és a klímaváltozás veszélyezteti.
A WWF erdőprogram célja 2010-re 75 millió hektár új védett erdőterület létrehozása, nemzeti parkok alapítása. A védelem alá vont területeken a hatékony és természetbarát erdőkezelési eljárások alkalmazása a cél. A már letarolt területeken erdősítést és helyreállítást végeznek, például Kelet-Afrikában (Kenya, Madagaszkár, Tanzánia), Ázsiában (India, Kína, Vietnám), a Földközi-tenger térségében (Portugália, Marokkó), Latin-Amerikában (Argentína, Brazília és Peru), és a Csendes-óceánon, Új-Kaledóniában. A terepi munkák mellett a WWF szakértői részt vesznek az erdők védelmére és kezelésére vonatkozó jogszabályok alkotásában, kutatásokban, a társadalom tájékoztatásában és mintaprogramok kidolgozásában.

### Óceánok, partvidékek
A WWF programjának célkitűzése az óceánok rendkívül gazdag élővilágának megőrzése, különös tekintettel a kékbálnára, ezen kívül a túlhalászás és a szennyezések megelőzése. Ennek érdekében megpróbálja kialakítani a hosszú távon fenntartható halászat feltételeit, valamint a kontinensektől távoli vizeken is természetvédelmi területeket kívánnak létrehozni. A tervek szerint a jövőben a Föld óceánjainak legalább 10%-a ilyen természetvédelmi terület lesz.

### Éghajlatváltozás
A WWF éghajlatváltozással kapcsolatos programjának célja, hogy tudatosítsa a klímaváltozás okait, következményeit és a lehetséges megoldásokat. Célunk az energiatakarékos életmód és termelés elérése, valamint a jelenlegi energiaellátás és felhasználás átalakítása a fosszilis energiahordozókról a megújuló energiaforrások felé.

### Veszélyeztetett fajok
1961-ben a biológiai sokféleség megőrzésének céljával hozták létre a szervezetet. Munkája során különleges figyelmet fordít az olyan kis egyedszámú, globálisan fontos fajokra, mint az óriáspanda, tigris, tengeri teknősök, főemlősök, kékbálna, afrikai és ázsiai elefántok és orrszarvúak.

## A Föld órája

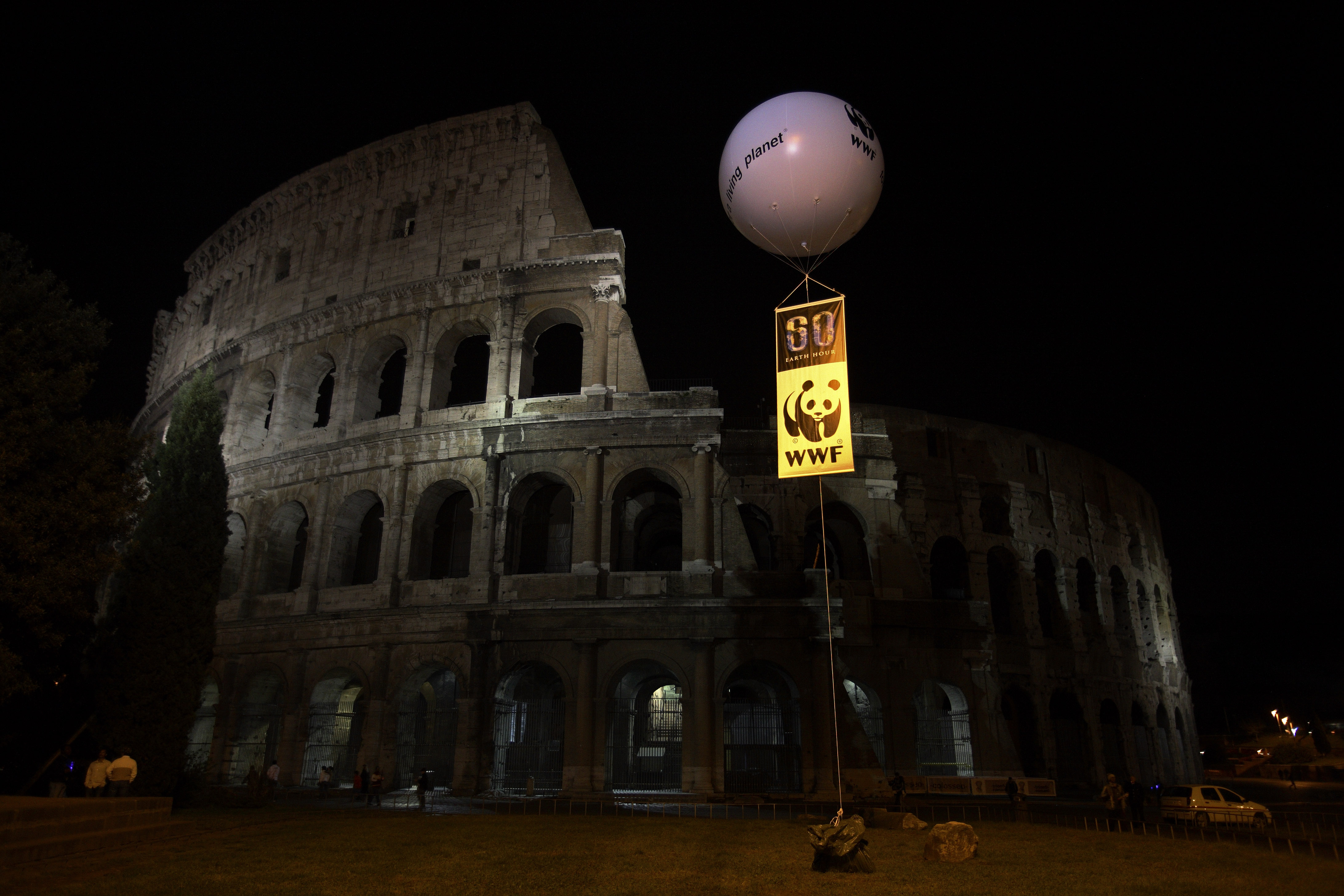
Az elsötétült Colosseum a 2008-as Föld óráján

A Föld órája a WWF által életre hívott, minden év márciusának utolsó szombatján megrendezésre kerülő nemzetközi esemény. A kezdeményezés során arra kérik a háztartásokat és a vállalkozásokat, hogy kapcsolják le és ki a nem létfontosságú lámpáikat és elektromos berendezéseiket egy órára. Az akció célja a figyelemfelhívás, minél több emberhez eljuttatni a klímaváltozás elleni cselekvés szükségességének gondolatát. A kezdeményezés 2007-ben Ausztráliából indult, és 2008-ra nemzetközivé vált.

## WWF Magyarország

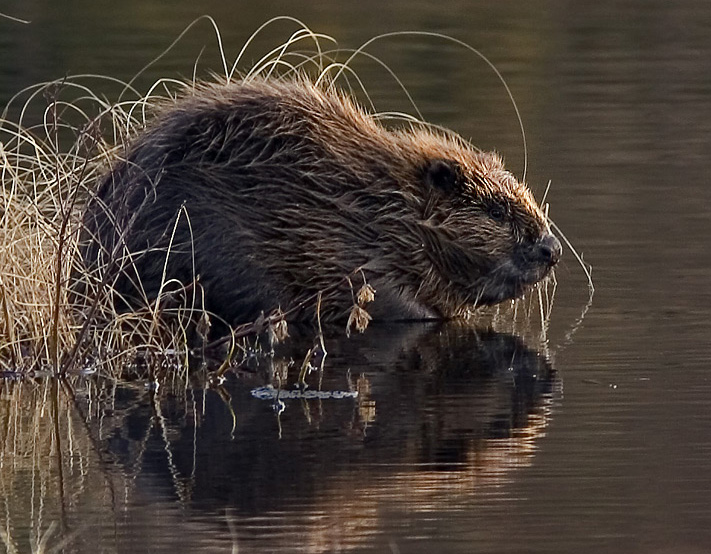
Magyarországon a WWF hód-visszatelepítési programot végez

A WWF 1986-ban részt vett a Magyar Madártani és Természetvédelmi Egyesület ragadozómadár-védelmi programjában, melynek célja a kipusztulás szélére jutott magyarországi kerecsensólyom-állomány megmentése volt. Magyarországon a WWF alapítványi formában 1991 óta működik, 1998-ban pedig kiemelten közhasznú civil szervezetté minősítették.

### Szervezeti felépítés
A WWF Magyarország kuratóriumának elnöke: Pogány Éda, a Coca-Cola Beverages vállalati kapcsolatok igazgatója
A kuratórium tagja továbbá:
- Hartmut Jungius, a WWF Közép-Európa és Kelet-Ázsia programigazgatója
- Dr. Radácsi László, CRS szakértő.

### Magyarországi programok
A WWF Magyarország természetvédelmi programjai közé tartozik a hódok visszatelepítése hazánkba. A szervezet programot indított a Duna hajózási útjának a természetes élőhelyeket figyelembe vevő kialakításáért. Kísérletet tesz a pusztai tölgyesek megőrzésére. Kiemelten fontos projektként kezelik a vizes élőhelyek (folyóvízi és ártéri rendszerek) és erdőtársulások védelmét.
A WWF Magyarország 1997-ben indította el a PAN-Parks Programot, mely védett területek hálózatának kiépítését tűzte ki célul (a PAN elnevezés az angol Protected Area Network kifejezésből származik). A program célja egy védett területeket függetlenül minősítő rendszer felállítása. Magyarországon a PAN-Parks védjegyre a Duna–Dráva Nemzeti Park pályázik. 2002-ben indult egy új nemzetközi program, a TRAFFIC Közép-Kelet Európai programja, amely a régióban segíti a hatóságok munkáját a védett növény- és állatfajok kereskedelmének ellenőrzésében és szabályozásában.
A WWF Magyarország szakértői is részt vettek a Nemzeti Erdőstratégia és a Vásárhelyi-terv továbbfejlesztését kidolgozó munkacsoport munkájában. Ezen kívül részt vesznek az évente megrendezésre kerülő Környezet- és Természetvédő szervezetek Országos Találkozóján (OT), tárcaközi szakmai bizottságokban, az Országos Környezetvédelmi Tanácsban, a Körös–Maros, valamint a Duna–Dráva Nemzeti Parki Tanácsokban is tevékenykednek.

## Neve, védjegyei
A szervezet nevét később (az eredeti rövidítés meghagyásával) World Wide Fund for Nature-re (Világ Természetvédelmi Alap vagy Természetvédelmi Világalap) módosították, hogy ezzel is hangsúlyozzák, a WWF nem csupán óriáspandák, tigrisek és más látványos állatfajok védelmével foglalkozik, hanem az élővilág pusztítását kiváltó okok ellen küzd.
Néhány éve állásfoglalás született arról, hogy a nemzeti szervezetek nem próbálkoznak a szervezet nevének lefordításával, külön magyarázat nélkül mindenki a WWF nevet használja.
Komoly vita alakult ki a World Wrestling Federation Entertainment, Inc. céggel, amely a World Wrestling Federation (Nemzetközi Pankráció Szövetség) védjegyeinek a jogosultja számos országban, így Magyarországon is.

## A WWF számokban
- A WWF több mint 100 országban aktív.
- 300 természetvédelmi területere figyel.
- 2000 projektet támogatott 2004-ben.
- 12 000 projektet támogatott 1961 óta.
- 1,5 millió km²-nyi nemzeti parkot megmentett.
- A világon 4400 fő dolgozik a WWF számára
- A világon közel ötmillió ember támogatja a WWF-t
- 2005-ben a WWF 362 millió eurót fordított környezetvédelemre.